# Abd-al-Barr (nom)
Abd-al-Barr és un nom masculí teòfor àrab islàmic (àrab: عبد البر, ʿAbd al-Barr) que literalment significa ‘Servidor del Benefactor’, essent «el Benefactor» un dels epítets de Déu. Si bé Abd-al-Barr és la transcripció normativa en català del nom en àrab clàssic, també se'l pot trobar transcrit Abdul Barr... normalment per influència de la pronunciació dialectal o seguint altres criteris de transliteració. Com a teòfor, també el duen molts musulmans no arabòfons que l'han adaptat a les característiques fòniques i gràfiques de la seva llengua.